# 霍普威爾 (阿肯色州勞倫斯縣)
霍普威爾（英語：Hopewell）是位於美國阿肯色州勞倫斯縣的一個非建制地區。該地的面積和人口皆未知。

## 地理
霍普威爾的座標為35°58′42″N 91°05′20″W / 35.97833°N 91.08889°W，而該地的平均海拔高度為73米（即240英尺）。